# 15557 Kimcochran
15557 Kimcochran (2000 GV) là một tiểu hành tinh vành đai chính được phát hiện ngày 2 tháng 4 năm 2000 bởi Spacewatch ở Kitt Peak.